# Ayana Onozuka
Ayana Onozuka (japanska: 小野塚彩那?, Onozuka Ayana), född den 23 mars 1988 i nuvarande Minami-Uonuma, är en japansk freestyleåkare.
Hon tog OS-brons i damernas halfpipe i samband med de olympiska freestyletävlingarna 2014 i Sotji.